# XVI Corpo d'armata (Regio Esercito)
Il XVI Corpo d'armata fu una grande unità del Regio Esercito italiano attiva durante la prima e seconda guerra mondiale.

## Storia

### Prima guerra mondiale

#### Corpo di spedizione italiano nel principato d'Albania
Durante la prima guerra mondiale, l'Italia aveva inviato un corpo di spedizione in Albania nel dicembre 1914. Questa forza fu chiamata Corpo di Occupazione di Valona e ribattezzata Corpo Speciale d'Albania nel dicembre 1915. Dopo aver contribuito all'evacuazione dell'esercito serbo in ritirata, lasciò l'Albania nel marzo 1916.

#### Ricostituzione e campagna di Albania
Il XIV Corpo d'Armata venne ricostituito, con la trasformazione del Corpo Speciale d'Albania, il 20 marzo 1916. Venne mandato in Albania, dove combatté fino alla fine della guerra contro le truppe degli imperi centrali. I rapporti tra l'Italia e l'Albania si guastarono nel 1919 con la conferenza di pace a Parigi e nel 1920 con una rivolta nazionale albanese. Il corpo d'armata venne sciolto il 31 agosto 1919.

### Seconda guerra mondiale

#### Formazione
Venne ricostituito a Milano il 1° marzo 1940 e assunse alle sue dipendenze i comandi, le unità, gli enti ed i servizi del territorio del Comando Difesa di Milano. Il 16 settembre 1941 il corpo d'armata venne destinato alla difesa territoriale di Napoli e dal 1° ottobre a quella della Sicilia orientale. Alle sue dipendenze aveva la 26ª Divisione fanteria "Assietta", la 54ª Divisione fanteria "Napoli", la 206ª Divisione costiera, la 213ª Divisione costiera, la XVIII e la XIX Brigata costiera.

#### Sbarco in Sicilia
A seguito di una massiccia preparazione di fuoco aereo e navale, il 10 luglio 1943 le truppe anglo-americane iniziarono le operazioni di sbarco, precedute da lanci di paracadutisti, sostenuti da bombardamenti navali. Nonostante reiterati contrattacchi portati dalle unità mobili del corpo d'armata, l'avversario si assestò sulla fascia costiera creando consistenti teste di ponte ad Augusta, Siracusa, Cassibile ed Avola. Falliti i tentativi di rigettare l'invasione, il XV Corpo d'Armata venne impegnato ad arginarla, conducendo, un'azione di contenimento sul tratto di fronte tra Enna, Caltagirone e Primosole, a difesa della piana di Catania e poi, una manovra ritardatrice sul fronte tra Leonforte, Catenanuova, il fiume Simeto e l'Etna il 2 agosto; successivamente tra Randazzo e Fiumefreddo il 13 e tra Francavilla e Taormina il 14, allo scopo di consentire al grosso delle truppe il reimbarco per il continente. Il 21 agosto cedette il comando delle truppe della Calabria meridionale e della zona di Messina al XXXI Corpo d'Armata.

#### Scioglimento
Il Comando del corpo d'armata venne trasferito il 22 agosto in Liguria, alle dipendenze della 5° Armata. Nella zona di La Spezia assunse il controllo, fino all'8 settembre, della 105ª Divisione fanteria "Rovigo" e della 6ª Divisione alpina "Alpi Graie", schierate fra Sestri Levante, Passo Cento Croci, Passo della Cisa, Passo del Cerreto e Viareggio, con il compito di difendere la zona di La Spezia. Il corpo d'Armata venne sciolto il 9 settembre 1943, in seguito all'armistizio di Cassibile.

## Ordine di battaglia
1940
- XVI Corpo d'Armata (Comando Difesa Milano)

1941-1942
- 26ª Divisione fanteria "Assietta"
- 54ª Divisione fanteria "Napoli"
- 206ª Divisione costiera
- 213ª Divisione costiera
- XVIII Brigata Costiera
- XIX Brigata Costiera

1943
- 105ª Divisione fanteria "Rovigo"
- 6ª Divisione alpina "Alpi Graie"

## Comandanti
1915-1919
- Maggior generale Emilio Bertotti (20 novembre 1915 - 8 marzo 1916)
- Tenente generale Settimio Piacentini (8 marzo - 17 giugno 1916)
- Tenente generale Oreste Bandini (18 giugno - 11 dicembre 1916)
- Tenente generale Giacinto Ferrero (11 dicembre 1916 - 31 agosto 1919)

1940-1943
- Generale di corpo d'armata Antero Canale (1 marzo 1940 - 31 luglio 1941)
- Generale di corpo d'armata Carlo Rossi (31 luglio 1941 - 9 settembre 1943)